# Tratto distintivo
Un tratto distintivo, in fonologia, è una particolare proprietà di un fonema che lo distingue dagli altri fonemi.
In italiano, ad esempio, /p/ e /b/ si differenziano per un solo tratto distintivo: la sonorità. La sonorità, infatti, è proprietà del secondo fonema, non del primo. I tratti distintivi sono utili per descrivere i dettagli dell'articolazione dei foni, per distinguerli, categorizzarli e raggrupparli in classi naturali di suoni simili e per descrivere alcune regole fonologiche che dipendono da tali proprietà.
Non sempre per la descrizione di un suono linguistico viene utilizzata tutta la gamma delle sue proprietà: spesso basta utilizzarne solo alcune e considerare le altre ridondanti. Se guardiamo ad esempio le vocali dell'italiano, la distinzione tra /e/ e /o/ e tra /i/ e /u/ può essere descritta utilizzando il tratto di arretratezza (la cavità orale è ristretta dal ritrarsi della lingua): /e/ e /i/ sono anteriori ([-arretrato]), mentre  /o/ e /u/ sono posteriori ([+arretrato]). La stessa distinzione può essere descritta utilizzando il tratto di [± arrotondato] ([+arrotondato] se le labbra sono protese in avanti): /e/ e /i/ sono descritte dal tratto [-arrotondato], mentre  /o/ e /u/ sono descritte dal tratto [+arrotondato]. Il secondo tratto può quindi essere considerato superfluo o ridondante: in italiano per descrivere tale opposizione fonologica basta il tratto di arretratezza.
Si dice "pertinente" il tratto distintivo che concorre a mettere un fonema in opposizione ad un altro; al contrario, si dice "non pertinente" o "ridondante" quel tratto che non concorre a ciò. In inglese, ad esempio, le occlusive sorde all'inizio di parola sono aspirate (come in pit, [pʰɪt], 'pozzo', o in town, [tʰɑʊ̯n], 'città'), mentre le occlusive sonore, in contesti identici, non si aspirano (come accade per bit, [bɪt], 'pezzo', o down, [dɑʊ̯n]). L'opposizione tra bit e pit è assicurata dal tratto [±sonoro], mentre il tratto [±aspirato] risulta non pertinente, dato che sia in pit che in town l'aspirazione è obbligata (risultano errate, infatti, le pronunce [pɪt] e [tɑʊ̯n]).
Prendendo spunto dai tratti fonologici, altre branche della linguistica hanno utilizzato la nozione di tratto per descrivere i propri oggetti. Si parla dunque di tratti semantici, tratti azionali ecc.

## Tratti principali

### ± sillabico
Il tratto indica se un suono può costituire il nucleo di una sillaba. In italiano sono sillabiche solo le vocali, mentre in altre lingue possono esserlo anche le liquide o le nasali.

### ± consonantico
Il tratto indica se l'aria incontra ostacoli nella produzione del suono. Se sì, si hanno le consonanti, altrimenti l'aria fuoriesce liberamente e si hanno vocali e semivocali.

### ± sonorante
Il tratto indica se durante la produzione del suono l'apparato vocale è aperto a sufficienza perché l'aria esca a pressione simile a quella esterna. Se lo è, si hanno vocali, semiconsonanti e consonanti liquide e nasali, altrimenti l'aria viene sottoposta a una pressione superiore prima di essere rilasciata e si hanno le consonanti ostruenti.

## Tratti sullo stato della glottide e sulla cavità nasale

### ± sonoro
Il tratto indica se durante la produzione del suono le corde vocali sono vicine e quindi vibrano per il flusso d'aria. Se sì, si hanno i suoni sonori, altrimenti le corde sono separate e non vibrano e si hanno i suoni sordi. Ad esempio, nel contrasto tra /p/ e /b/ la prima è [–sonora], mentre la seconda è [+sonora].

### ± glottide allargata
Il tratto indica se c'è una grande apertura della glottide causata dallo spostamento delle cartilagini aritenoidi. In italiano non ci sono suoni con glottide allargata. Un esempio di suono con glottide allargata è /h/ (es. inglese hide).

### ± glottide compressa
Il tratto indica se le corde vocali sono compresse e la loro vibrazione è inibita. Se lo sono, si hanno i "suoni glottidalizzati".

### ± corde vocali rigide
Il tratto indica se le corde vocali sono tese. Se lo sono, si hanno le ostruenti sorde.

### ± corde vocali allentate
Il tratto indica se le corde vocali sono allentate. Se lo sono, si hanno le ostruenti sonore.

### ± nasale
Il suono è [+nasale] se l'aria, dopo essere passata per la glottide, attraversa la cavità nasale, come nelle consonanti nasali o nelle vocali nasalizzate (es. francese bon [bɔ̃], bien [bjɛ̃]).
Se la cavità nasale è ostruita dal velo palatale, il suono è [–nasale].

## Tratti sulla posizione della lingua
I seguenti tratti si riferiscono alla posizione della lingua durante la produzione delle vocali.

### ± alto
Il tratto indica se la lingua è in alto rispetto alla posizione di riposo (come per le vocali italiane [i] e [u]).

### ± basso
Il tratto indica se la lingua è in basso rispetto alla posizione di riposo (come per le vocali italiane [ɛ], [ɔ] e [a]).

### ± posteriore
Il tratto indica se la lingua è ritratta rispetto alla posizione di riposo (come per le vocali italiane [u], [o], [ɔ] e [a]).

### ± ATR
ATR sta per advanced tongue root (radice della lingua avanzata): i suoni [+ATR] prevedono che la radice lingua sia spostata in avanti (e quindi che la cavità faringea sia più allargata). In italiano, [i], [u], [e] e [o] sono [+ATR], [ɛ], [ɔ] e [a] invece sono [–ATR].

## Tratti sul modo di articolazione

### ± teso
Un suono è teso se i muscoli della lingua sono particolarmente tesi durante la sua articolazione. In turco questo tratto è distintivo (ad esempio, i e ı in turco sono distinte dal tratto [± teso]).

### ± continuo
Un suono è continuo se l'aria può fuoriuscire dalla cavità orale in modo che il suono sia prolungato nel tempo. [s] è [+continuo], [p] è [-continuo]. Nell'inventario fonologico italiano hanno tratto [+ continuo] le consonanti [f], [v], [s], [z], [l], [ʎ] e [r]; tutte le altre consonanti hanno tratto [-continuo]. Le vocali hanno tratto [+continuo]

### ± rilascio ritardato
La produzione di un suono a rilascio ritardato è composta da due fasi successive: una in cui l'aria è trattenuta e un'altra in cui fuoriesce liberamente. I suoni a rilascio ritardato sono le consonanti affricate (es. [ʦ], [ʣ], [ʧ], [ʤ]). Possono essere considerate a rilascio ritardo anche le consonanti [l], [ʎ] e [r].

### ± laterale
Durante la produzione di un suono laterale il flusso dell'aria è bloccato dalla lingua al centro, come nella produzione di [l] e [ʎ].

### ± stridulo
Durante la produzione di un suono stridulo il flusso dell'aria passa in una piccola fessura tra due superfici molto ravvicinate, come nei suoni [f], [v], [s], [z], [ʃ], [ʒ], [ʦ], [ʣ], [ʧ], [ʤ].

### ± distribuito
Il tratto distribuito permette una distinzione tra suoni come [f] e [ɸ]: nel primo, rispetto al secondo, l'area di contatto tra gli organi articolatori che ostruiscono il flusso d'aria, è molto grande (quindi è [+distribuito]).

## Tratti sul punto di articolazione

### ± coronale
La parte coronale della lingua è in alto rispetto alla posizione di riposo, come per le consonanti italiane [t] e [d]. Sono coronali tutte le consonanti dentali, alveolari e post alveolari.

### ± anteriore
La regione alveolare è ostruita, come per le consonanti italiane [p] e [t].Hanno tratto [+anteriore] tutte le consonanti bilabiali, labiodentali, dentali e alveolari (comprese).

## Tratti sulla posizione delle labbra

### ± arrotondato
I suoni arrotondati prevedono un arrotondamento delle labbra, che vengono protese in avanti. In italiano gli unici suoni [+arrotondati] sono le vocali [u], [o], [ɔ] e la semivocale [w].